# .cx
.cx este un domeniu de internet de nivel superior, pentru Insula Christmas (ccTLD).